# アクチャカレ
アクチャカレ（トルコ語: Akçakale）は、トルコ南部シャンルウルファ県の都市である。国境をはさんでシリアのテルアビアッドと接する。